# Кермен (партия)
Революционно-демократическая национальная партия «Керме́н» — осетинская партийная организация, возникшая во Владикавказском округе Терской области (ныне Северная Осетия) летом 1917 года. Позже организация вошла в состав РКП(б).
Во Владикавказе есть улица Керменистов.

## Деятельность

### Название
Название происходит от имени Чермена (Кермен  — дигорская форма иронского имени Чермен) — легендарного народного героя, крепостного крестьянина, погибшего в начале XIX века в борьбе с феодалами — алдарами.

### Организаторы партии
Организаторами партии были представители дигорской революционной интеллигенции, выходцы из крестьян Дебола Гибизов, Николай (Колка) Кесаев, Андрей Гостиев, Тарас Созаев, поэты Георгий Малити и Шамиль Абаев. 
Первая ячейка партии стала действовать в Дигории, в селе Христиановском (ныне город Дигора), вскоре такие группы появились и в других селениях Осетии.
1 (14) октября 1917 года был образован ЦК партии во главе с Гибизовым. 
Менее чем через год партия насчитывала в своих рядах до 1000 членов. 
Под непосредственным руководством С. М. Кирова, Н. Буачидзе, С. Мамсурова, М. Орахелашвили, Г. Цаголова и Александра Джатиева провела ряд репрессивных мероприятий и развернула широкую агитационно-организаторскую работу против Белой Армии на Тереке.

### Основные политические требования партии
Ликвидация помещиков-дворян — алдаров и баделят (осет. æлдæрттæ, баделиатæ), конфискация и передел их земли, отмена классового неравенства. По всем вопросам революции керменисты выступали совместно с большевиками. 

### Революционная борьба
Сформированные керменистами боевые крестьянские отряды боролись с контрреволюцией в Терской области. В боях погибли многие керменисты, в том числе её организаторы и активные деятели: Д. Гибизов, А. Гостиев, Н. Кесаев, Г. Цаголов.

## Слияние партии с РКП(б)
В апреле 1918 года партия слилась с большевиками. В связи с этим была образована осетинская окружная организация РКП(б) «Кермен». 
С. М. Киров в 1920 году охарактеризовал партию как большевистскую, но приспособленную к осетинским условиям.